# Yokohama Seaside Line
La Yokohama Seaside Line (横浜シーサイドライン?, Yokohama Shīsaido Rain) è una compagnia ferroviaria giapponese del terzo settore che gestisce il nuovo sistema di trasporto della linea Kanazawa Seaside. La sede centrale si trova nel quartiere di Kanazawa, nella città di Yokohama, nella prefettura di Kanagawa ed è finanziata dalla città di Yokohama, Keikyu, Ferrovie Seibu, Banca di Yokohama e altri.

## Storia
L'azienda è stata fondata il 22 aprile 1983 con il nome Yokohama New Urban Transit (横浜新都市交通?, Yokohama Shintoshi Kōtsū). Il 5 luglio 1989 inizia l'esercizio della linea Kanazawa Seaside, con treni della serie 1000.
Il 18 marzo 2007 viene introdotta la PASMO. Inizia il servizio di collegamento con la JR East e la Keikyu. Il 26 febbraio 2011 entrano in servizio i treni della serie 2000. Il 1° ottobre 2013 il nome della società viene cambiato in Yokohama Seaside Line.
Il 24 maggio 2014 vengono dismessi i treni della serie 1000. 
Dal 1° aprile 2017 i treni sono compatibili con il servizio di interscambio di carte IC per il trasporto nazionale.

## Linee ferroviarie
La compagnia gestisce una linea metropolitana automatica.
- Linea Kanazawa Seaside (金沢シーサイド線?): Shin-Sugita - Kanazawa-Hakkei (10,8 km, 14 stazioni)

## Materiale rotabile
Viene utilizzata una metropolitana pneumatica che corre su binari di cemento. La flotta è composta da 18 treni di cinque veicoli della serie 2000.

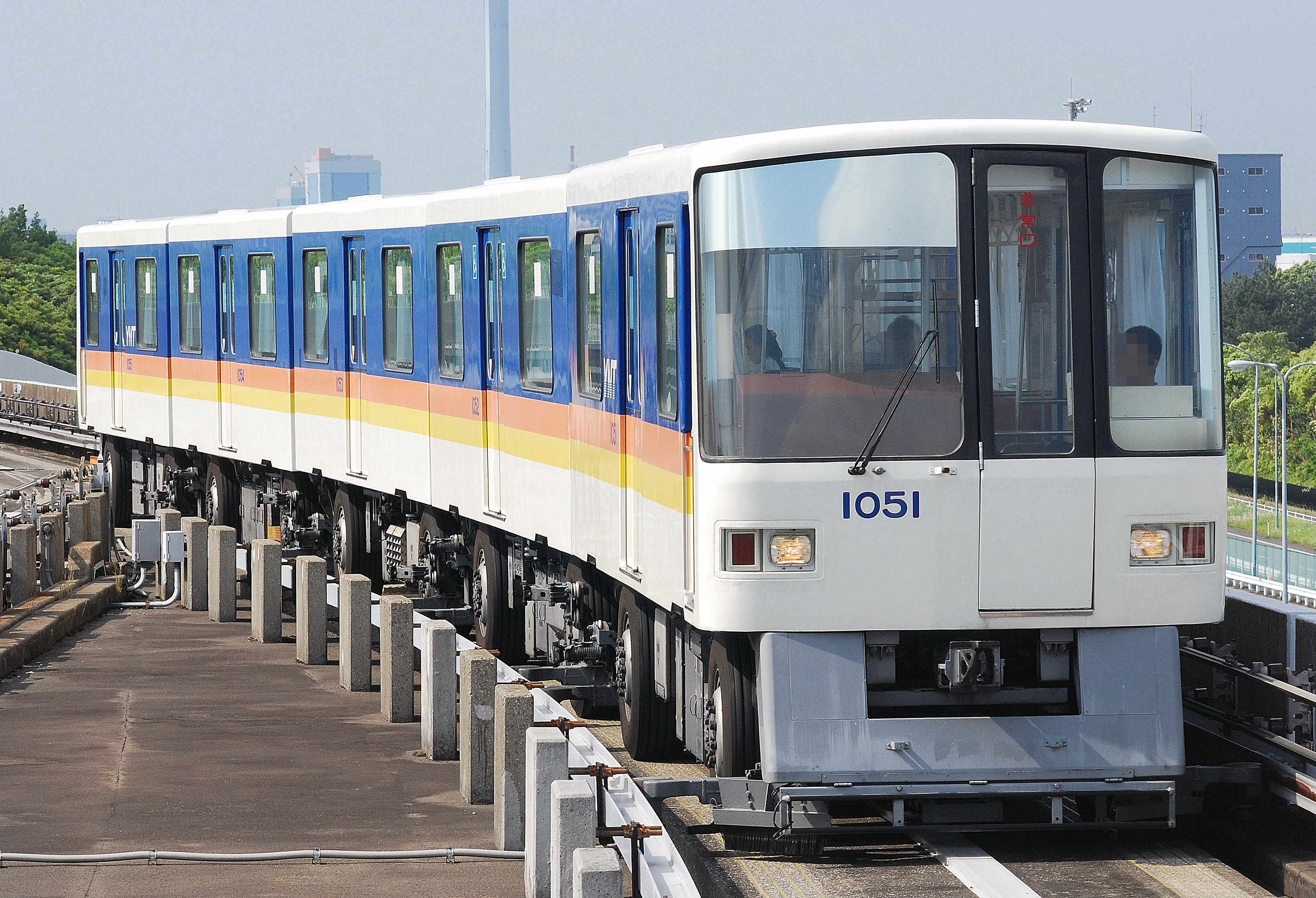
Serie 1000 (dismessi il 24 maggio 2014)
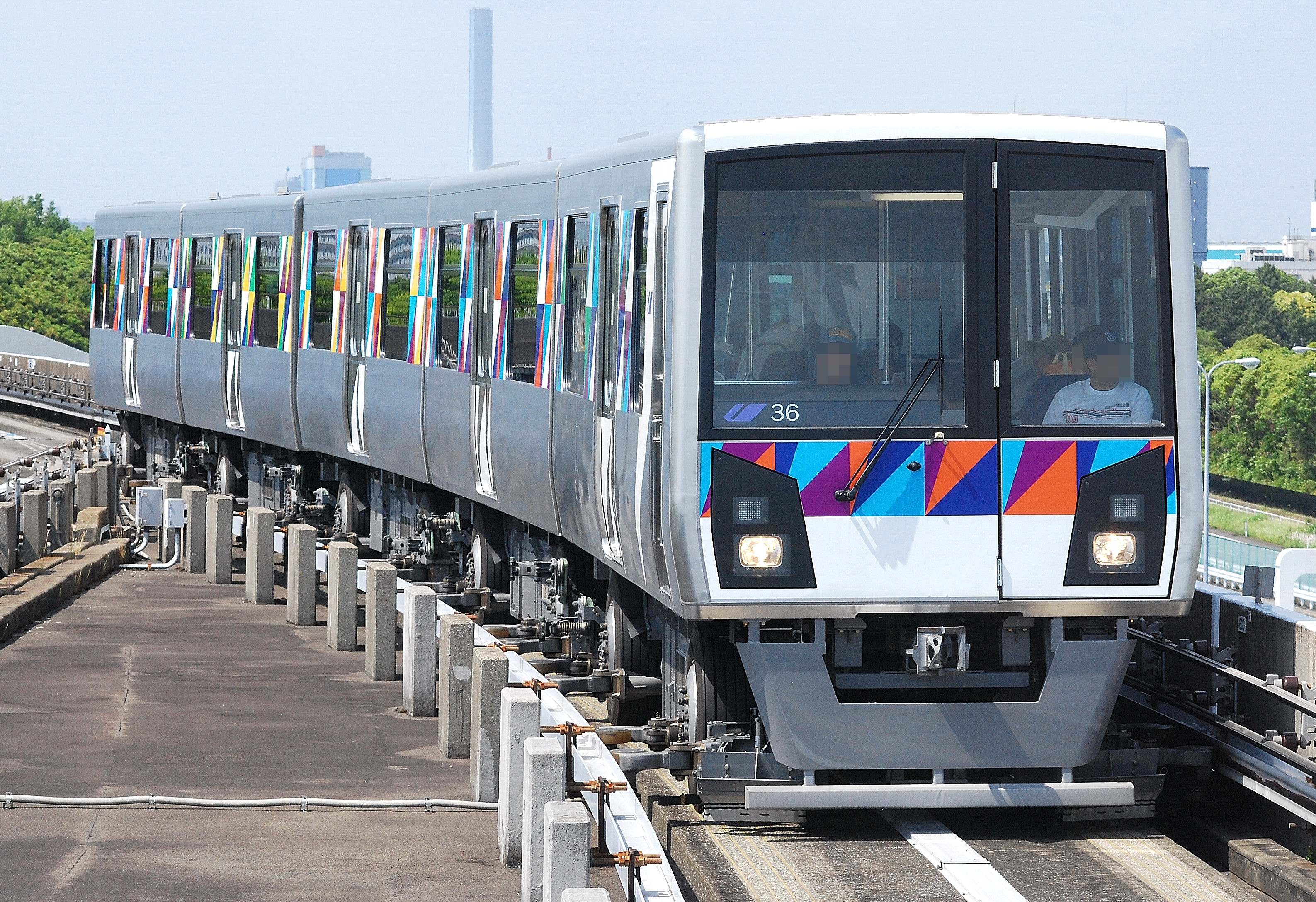
Serie 2000